# Leone de Stoppani
Leone de Stoppani (* 2. Februar 1825 in Lugano; † 5. August 1895 im Luganersee bei Ponte Tresa) war ein Schweizer Jurist und Politiker.

## Leben

### Familie
Leone de Stoppani entstammte der Familie Stoppani, die zur politischen Führungsschicht im ganzen Tessin gehörte, und war der Sohn des Anwalts und Politikers Giovanni Battista Stoppani (* 9. April 1779 in Lugano; † 24. Dezember 1855 in Ponte Tresa) und dessen Ehefrau Speranza, der Tochter von Giovanni Riva.
Sein Grossvater war Nicola Stoppani (1728–1814), und er war ein Neffe des Politikers Angelo Maria Stoppani, der 1815 im Gefängnis unter nicht geklärten Umständen ums Leben kam.
Seit dem 30. November 1848 war er mit Emma, die Tochter von Rodolphe Levieux aus Genf, verheiratet; gemeinsam hatten sie zwei Söhne.
Bei einem Bootsausflug auf dem Luganersee mit seinem Sohn und Enkel in Ponte Tresa ertrank er, nachdem das Boot gekentert war.

### Werdegang
Leone de Stoppani besuchte das Gymnasium in Lugano und immatrikulierte sich 1843 zu einem Studium der Rechtswissenschaften an der Universität Genf; 1848 promovierte er zum Lizenziaten.
Er beteiligte sich 1847 am Sonderbundskrieg, und im darauffolgenden Jahr nahm er mit Tessiner Freiwilligen an den antiösterreichischen Aufständen (siehe Italienische Unabhängigkeitskriege) im Lombardo-Venezianianischen Königreich als Leutnant und Adjutant von General Antonio Arcioni teil; an den Kämpfen waren unter anderem auch die Tessiner Vincenzo Vela und Antonio Gabrini beteiligt.
Von 1850 bis 1855 und von 1867 bis 1895 war er als Anwalt und Notar in Lugano tätig; in dieser Zeit gab er auch Mitte der 1870er Jahre die Zeitung Repubblicano della Svizzera heraus, deren Redaktor Ludovico Nabruzzi war.
1882 wurde er zum Vizepräsidenten des Organisationskomitees für das Eidgenössische Schützenfest ernannt.

### Politisches Wirken
Leone de Stoppani war ein Freidenker.
1853 übernahm er die Führung des ultraradikalen Flügels der radikalliberalen Freisinnig-Demokratischen Partei, der sich von der Mutterpartei abgespalten hatte und die Liberalen in der Regierung beschuldigte, die versprochenen umfassenden Verfassungs-, Verwaltungs- und Justizreformen zugunsten einer Politik der reinen Machterhaltung aufgegeben zu haben. Aus dem Zusammengehen der radikalen Dissidenten und der konservativen Opposition entstand die sogenannte Fusionistenbewegung, deren erklärtes Ziel der Sturz der Regierung war. Die Liberalen unterdrückten jedoch 1855 im sogenannten Pronunciamento (siehe auch Pronunciamiento) die Bewegung, und de Stoppani, der kurzzeitig verhaftet worden war, wanderte im Mai 1855 nach Paris aus und war dort als Journalist tätig, bis er 1867 ins Tessin zurückkehrte; in dieser Zeit versuchte er im Jahr 1857 gemeinsam mit Carlo Conti eine Fusion der konservativen mit der liberalen Partei mittels der Zeitung Riforma, die jedoch bereits nach wenigen Jahren nicht mehr existierte.
Nach seiner Rückkehr aus Paris verfolgte er eine gemässigte Politik und wurde 1874, als er noch Chefredaktor der Zeitung Il Republicano war, die in Lugano gedruckt wurde, körperlich angegriffen, wurde hierbei aber nur leicht verletzt.
Er stieg zu einem der einflussreichsten Führer der radikalliberalen Partei auf, deren kantonalen Vorstand er präsidierte.
Er war von 1881 bis 1886 Bürgermeister von Ponte Tresa, von 1886 bis 1892 Stadtrat in Lugano und in den Jahren 1852 bis 1855, 1870 bis 1875 sowie 1881 bis 1893 Tessiner Grossrat, vom 6. Juli 1868 bis 1. Mai 1869 Ständerat und vom 5. Dezember 1887 bis zu seinem Tod Nationalrat.
1886 gehörte er, gemeinsam mit Ernesto Bruni und Rinaldo Simen, zu den Mitunterzeichnern einer Beschwerde, in der eine geänderte Kirchenpolitik des Kantons über die Freiheit der katholischen Kirche und die Verwaltung der Kirchengüter gefordert wurde. Dieser Beschwerde schlossen sich 27 Gemeinden des Tessins an; der Bundesrat wies die Beschwerde jedoch als unbegründet ab.
Er setzte sich 1889 für das Stimmrecht von im Ausland lebenden Schweizern ein.
In der Zeit unmittelbar vor dem Tessiner Putsch von 1890 gehörte er zu den Hauptvertretern der sogenannten dottrinari, die im Gegensatz zum radikalen Flügel die liberalkonservative Regierung von Gioachimo Respini mit legalen Mitteln absetzen wollten und dabei auf die Hilfe der Eidgenossenschaft vertrauten; unmittelbar vor dem Putsch verfasste er noch eine Warnung an den Bundesrat.

## Mitgliedschaften
1874 war de Stoppani Sekretär des Schweizerischen Forstvereins.
Er gehörte der Freimaurerloge Dovere in Lugano an, zu deren Gründern er zählte; die Loge gehörte zur Schweizerischen Grossloge Alpina.

## Schriften (Auswahl)
- Relazione non ufficiale della spedizione militare in Tirolo e specialmente delle operazioni della colonna Arcioni. 1848 (Digitalisat).[25]